# مناخ استوائي

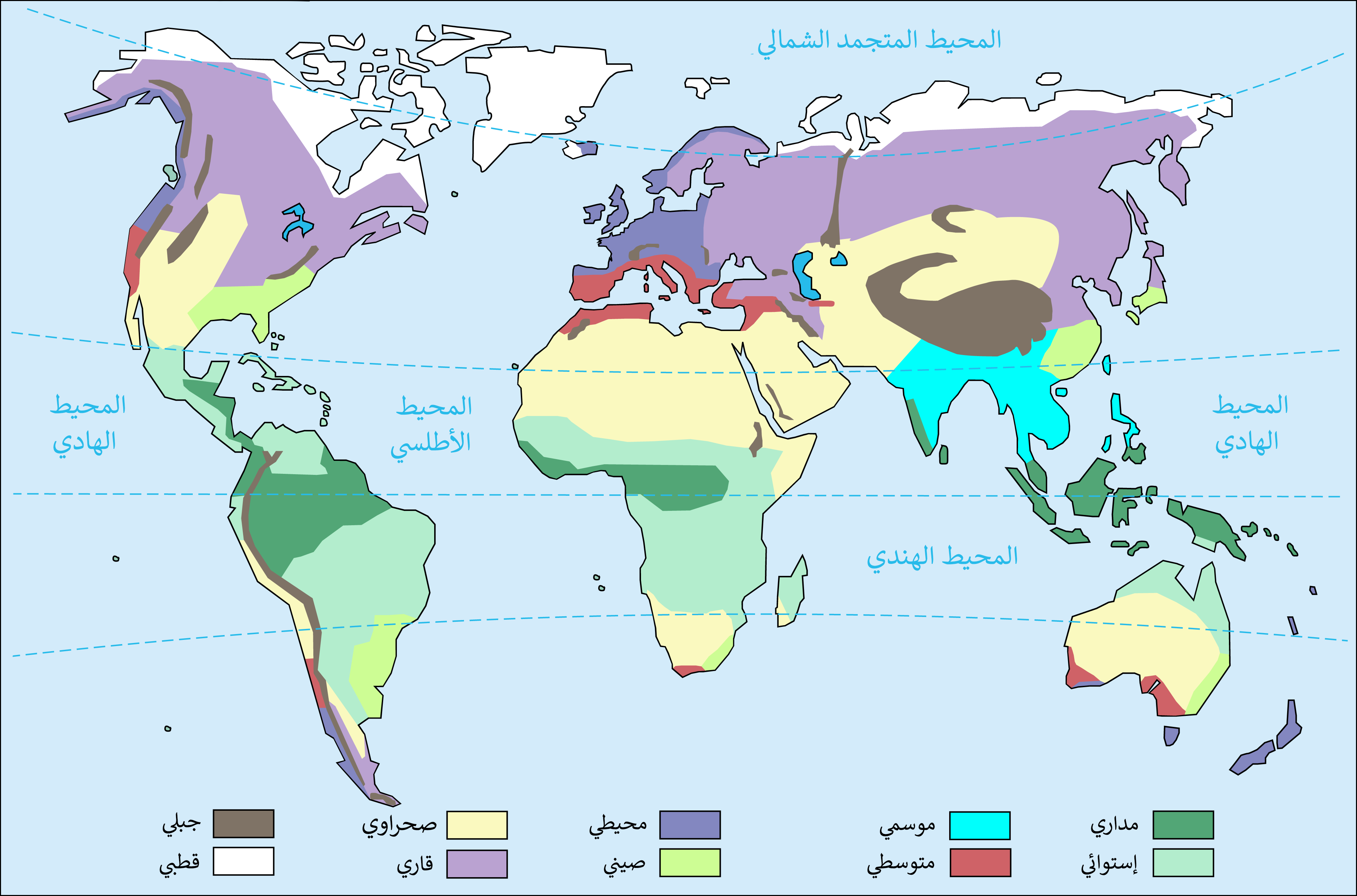
خريطة النطاقات المناخية.

مناخ استوائي نسبة إلى خط الاستواء يقع بين دائرتي عرض 10شمال و10
جنوب يتميز بالحرارة المرتفعة وأمطاره الغزيرة التي تسقط طوال العام. الغابات الاستوائية هي أشهر الغابات في الأرض لما تحتوي على كم كبير من أنواع الاشجار والحيوانات والحشرات والطيور. وأشهر هذه الغابات هي غابات نهر الأمازون في القارة الأمريكية الجنوبية.
سبب أمطاره الغزيرة يرجع إلى استواء أشعة الشمس على مناطقه من شهر مارس إلى يونيو، ومن شهر سبتمبر إلى ديسمبر ؛ وبالتالي ترتفع نسبة التبخر وهو ما يسبب استمرار التساقطات.
يتواجد هذا المناخ في كل من دول جنوب شرق آسيا والتي من بينها أندونيسيا وماليزيا مرورا بأفريقيا: جنوب الصومال والسودان ووسط كينيا وأوغندا إلى شمال الكونغو والغابون" وأخيرا إلى أمريكا الجنوبية في شمال البرازيل والاكوادور وجنوب كولومبيا.

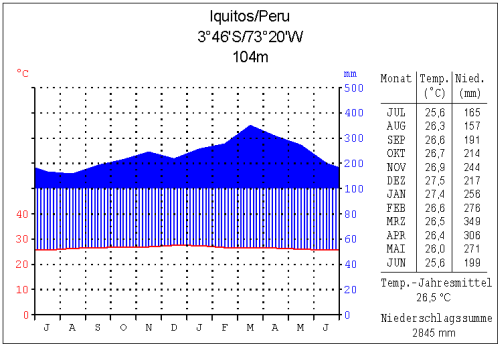
محطة إكويتوس (Iquitos) ذات المناخ الاستوائي بالبيرو

## رهو استوائي
منطقة الرهو الاستوائي، أو كما تعرف بمنطقة الهدوء الاستوائي، أو الركود الاستوائي أو السكون الاستوائي، هي منطقة ذات ضغط منخفض تقع على طول خط الاستواء الحراري، وتتصف بهدوء هوائها لفترة طويلة من السنة، حيث كانت تشكل فيما مضى عائقا بالنسبة لتحرك السفن الشراعية، ففي هذه المنطقة تنعدم الحركة الأفقية للهواء، وتسود بدلاً من ذلك الحركة الحملانية الصاعدة لجزيئات الهواء، فالرياح التجارية الجنوبية الشرقية والشمالية الشرقية تصل هذه المنطقة وهي في حالة ضعف شديد إن لم تكن قد توقفت عن الحركة نهائياً عند أطرافها, فمنطقة الرهو الاستوائي تشكل منطقة انتقال بين الرياحين (الجنوبية الشرقية، و الشمالية الشرقية).